# Remigia sobria
Remigia sobria är en fjärilsart som beskrevs av Heinrich Benno Möschler 1880. Remigia sobria ingår i släktet Remigia och familjen nattflyn. Inga underarter finns listade.